# آرثر لي (لاعب كريكت)
آرثر لي (22 أغسطس 1913 في المملكة المتحدة - 14 يناير 1983 في المملكة المتحدة) (بالإنجليزية: Arthur Lee)‏ هو قاضي ولاعب كريكت بريطاني وبريطاني (وحمل سابقاً جنسية المملكة المتحدة لبريطانيا العظمى وأيرلندا). لعب مع نادي مقاطعة هامبشاير للكريكت ‏ ونادي الكريكت في جامعة أكسفورد ‏.

## وصلات خارجية
- آرثر لي على موقع إي آس بي آن كريك إنفو (الإنجليزية)